# Kanovaren op de Olympische Zomerspelen 2024
Kanovaren is een van de sporten die werd beoefend tijdens de Olympische Zomerspelen 2024 in Parijs. Het toernooi vond plaats van 27 juli tot en met 10 augustus en telt zestien onderdelen die verdeeld zijn over twee disciplines: wildwaterslalom en vlakwatersprint. Het aantal onderdelen is voor mannen en vrouwen gelijk, acht per geslacht. Vergeleken met de Olympische Spelen van 2020 is bij vlakwatersprint het onderdeel 'K-1 200 meter' uit het olympische programma verdwenen en bij wildwaterslalom is het onderdeel 'KX-1' toegevoegd. De wedstrijden vinden plaats in het Stade nautique olympique d'Île-de-France in Vaires-sur-Marne.

## Competitieschema
Hieronder volgt het competitieschema van het kanovaren op de Olympische Zomerspelen 2024. Het slalomtoernooi wordt gehouden van 27 juli tot en met 5 augustus en het vlakwatertoernooi van 6 tot en met 10 augustus.
| TT | Time trial | S | Series | ¼ | Kwartfinale | ½ | Halve finale | BF | B-finale | F | Finale |

| Onderdeel↓/Datum → | za 27 | zo 28 | zo 28 | ma 29 | ma 29 | di 30 | wo 31 | wo 31 | do 1 | do 1 | za 3 | zo 4 | ma 5 | ma 5 | ma 5 | ma 5 |
| ------------------ | ----- | ----- | ----- | ----- | ----- | ----- | ----- | ----- | ---- | ---- | ---- | ---- | ---- | ---- | ---- | ---- |
| C-1 (m)            | S     |       |       | ½     | F     |       |       |       |      |      |      |      |      |      |      |      |
| K-1 (m)            |       |       |       |       |       | S     |       |       | ½    | F    |      |      |      |      |      |      |
| KX-1 (m)           |       |       |       |       |       |       |       |       |      |      | TT   | S    | ¼    | ½    | BF   | F    |
| C-1 (v)            |       |       |       |       |       | S     | ½     | F     |      |      |      |      |      |      |      |      |
| K-1 (v)            | S     | ½     | F     |       |       |       |       |       |      |      |      |      |      |      |      |      |
| KX-1 (v)           |       |       |       |       |       |       |       |       |      |      | TT   | S    | ¼    | ½    | BF   | F    |

| Onderdeel↓/Datum → | di 6 | di 6 | wo 7 | wo 7 | do 8 | do 8 | vr 9 | vr 9 | za 10 | za 10 |
| ------------------ | ---- | ---- | ---- | ---- | ---- | ---- | ---- | ---- | ----- | ----- |
| C-1 1000m (m)      |      |      | S    | ¼    |      |      |      |      | ½     | F     |
| C-2 500m (m)       | S    | ¼    |      |      | ½    | F    |      |      |       |       |
| K-1 1000m (m)      | S    | ¼    |      |      |      |      |      |      | ½     | F     |
| K-2 500m (m)       |      |      | S    | ¼    |      |      | ½    | F    |       |       |
| K-4 500m (m)       | S    |      |      | ½    | F    |      |      |      |       |       |
| C-1 200m (v)       |      |      | S    | ¼    |      |      | ½    | F    |       |       |
| C-2 500m (v)       | S    | ¼    |      |      | ½    | F    |      |      |       |       |
| K-1 500m (v)       | S    | ¼    |      |      |      |      |      |      | ½     | F     |
| K-2 500m (v)       |      |      | S    | ¼    |      |      | ½    | F    |       |       |
| K-4 500m (v)       | S    |      |      | ½    | F    |      |      |      |       |       |

## Medailles

### Medaillewinnaars
Slalom
| Onderdeel | Goud | Goud                | Zilver | Zilver            | Brons | Brons           |
| --------- | ---- | ------------------- | ------ | ----------------- | ----- | --------------- |
| C1 (m)    | FRA  | Nicolas Gestin      | GBR    | Adam Burgess      | SVK   | Matej Beňuš     |
| K1 (m)    | ITA  | Giovanni De Gennaro | FRA    | Titouan Castryck  | ESP   | Pau Echaniz     |
| KX-1 (m)  | NZL  | Finn Butcher        | GBR    | Joe Clarke        | GER   | Noah Hegge      |
|           |      |                     |        |                   |       |                 |
| C1 (v)    | AUS  | Jessica Fox         | GER    | Elena Lilik       | USA   | Evy Leibfarth   |
| K1 (v)    | AUS  | Jessica Fox         | POL    | Klaudia Zwolińska | GBR   | Kimberley Woods |
| KX-1 (v)  | AUS  | Noemie Fox          | FRA    | Angèle Hug        | GBR   | Kimberley Woods |

Vlakwater
| Onderdeel     | Goud | Goud                                                    | Zilver | Zilver                                                                  | Brons | Brons                                                            |
| ------------- | ---- | ------------------------------------------------------- | ------ | ----------------------------------------------------------------------- | ----- | ---------------------------------------------------------------- |
| C1 1000 m (m) | CZE  | Martin Fuksa                                            | BRA    | Isaquias Queiroz                                                        | MDA   | Serghei Tarnovschi                                               |
| C2 0500 m (m) | CHN  | Liu Hao Ji Bowen                                        | ITA    | Gabriele Casadei Carlo Tacchini                                         | ESP   | Joan Antoni Moreno Diego Domínguez                               |
| K1 1000 m (m) | CZE  | Josef Dostál                                            | HUN    | Ádám Varga                                                              | HUN   | Bálint Kopasz                                                    |
| K2 0500 m (m) | GER  | Max Lemke Jacob Schopf                                  | HUN    | Bence Nádas Sándor Tótka                                                | AUS   | Jean van der Westhuyzen Thomas Green                             |
| K4 0500 m (m) | GER  | Max Rendschmidt Max Lemke Jacob Schopf Tom Liebscher    | AUS    | Riley Fitzsimmons Pierre van der Westhuyzen Jackson Collins Noah Havard | ESP   | Saúl Craviotto Carlos Arévalo Marcus Cooper Walz Rodrigo Germade |
|               |      |                                                         |        |                                                                         |       |                                                                  |
| C1 0200 m (v) | CAN  | Katie Vincent                                           | USA    | Nevin Harrison                                                          | CUB   | Yarisleidis Cirilo                                               |
| C2 0500 m (v) | CHN  | Xu Shixiao Sun Mengya                                   | UKR    | Ljoedmila Loezan Anastasia Rybatsjok                                    | CAN   | Sloan MacKenzie Katie Vincent                                    |
| K1 0500 m (v) | NZL  | Lisa Carrington                                         | HUN    | Tamara Csipes                                                           | DEN   | Emma Jørgensen                                                   |
| K2 0500 m (v) | NZL  | Lisa Carrington Alicia Hoskin                           | HUN    | Tamara Csipes Alida Dóra Gazsó                                          | GER   | Paulina Paszek Jule Hake                                         |
| K2 0500 m (v) | NZL  | Lisa Carrington Alicia Hoskin                           | HUN    | Tamara Csipes Alida Dóra Gazsó                                          | HUN   | Noémi Pupp Sára Fojt                                             |
| K4 0500 m (v) | NZL  | Lisa Carrington Alicia Hoskin Olivia Brett Tara Vaughan | GER    | Paulina Paszek Jule Hake Pauline Jagsch Sarah Brüßler                   | HUN   | Noémi Pupp Sára Fojt Tamara Csipes Alida Dóra Gazsó              |

### Medaillespiegel
| Plaats | Land             | NOC    | Goud | Zilver | Brons | Totaal |
| ------ | ---------------- | ------ | ---- | ------ | ----- | ------ |
| 1      | Nieuw-Zeeland    | NZL    | 4    | 0      | 0     | 4      |
| 2      | Australië        | AUS    | 3    | 1      | 1     | 5      |
| 3      | Duitsland        | GER    | 2    | 2      | 2     | 6      |
| 4      | China            | CHN    | 2    | 0      | 0     | 2      |
| 4      | Tsjechië         | CZE    | 2    | 0      | 0     | 2      |
| 6      | Frankrijk        | FRA    | 1    | 2      | 0     | 3      |
| 7      | Italië           | ITA    | 1    | 1      | 0     | 2      |
| 8      | Canada           | CAN    | 1    | 0      | 1     | 2      |
| 9      | Hongarije        | HUN    | 0    | 4      | 3     | 7      |
| 10     | Groot-Brittannië | GBR    | 0    | 2      | 2     | 4      |
| 11     | Verenigde Staten | USA    | 0    | 1      | 1     | 2      |
| 12     | Brazilië         | BRA    | 0    | 1      | 0     | 1      |
| 12     | Oekraïne         | UKR    | 0    | 1      | 0     | 1      |
| 12     | Polen            | POL    | 0    | 1      | 0     | 1      |
| 15     | Spanje           | ESP    | 0    | 0      | 3     | 3      |
| 16     | Cuba             | CUB    | 0    | 0      | 1     | 1      |
| 16     | Denemarken       | DEN    | 0    | 0      | 1     | 1      |
| 16     | Moldavië         | MDA    | 0    | 0      | 1     | 1      |
| 16     | Slowakije        | SVK    | 0    | 0      | 1     | 1      |
| Totaal | Totaal           | Totaal | 16   | 16     | 17    | 49     |